# L'Histoire sans fin (série télévisée d'animation)
Pour la série live, voir L'Histoire sans fin (série télévisée). Pour les autres sens, voir L'Histoire sans fin.
L'Histoire sans fin (série live)
L'Histoire sans fin (Die unendliche Geschichte) est une série télévisée d'animation en coproduction germano-canado-française en 26 épisodes de 26 minutes, créée d'après le roman éponyme de Michael Ende.
En France, la série a été diffusée à partir du 13 mai 1995 sur Canal+ et rediffusée sur France 3, Canal J, Télétoon+ et Gulli, et au Québec à partir du 7 septembre 1996 à la Télévision de Radio-Canada.

## Synopsis
Bastien est un petit garçon timide de 10 ans. Depuis qu’il a découvert L’Histoire sans Fin, il passe son temps plongé dans ce livre merveilleux.
Chaque lecture l’entraîne en effet littéralement au cœur de Fantasia, le pays des rêves, un monde fantastique où il retrouve ses amis Buchtroll, le Trollarbre, la Petite Impératrice et la famille Mâche-Pierre, des géants mangeurs de cailloux. Il va y vivre des aventures extraordinaires en compagnie de son fidèle chien-dragon porte-bonheur, Falkor.
Si dans notre monde, Bastien est un petit garçon comme les autres, dans Fantasia, il devient un héros.
Il doute constamment de lui-même, mais grâce à sa débrouillardise, à son courage et à son bon sens, il parvient toujours à tenir tête à la Reine Xayide et à triompher de tous les dangers qui menacent Fantasia.

## Fiche technique
- Titre original : Die unendliche Geschichte (Allemagne) ; The Neverending Story (pays anglosaxons)
- Titre français : L'Histoire sans fin
- Pays :  France /  Canada /  Allemagne
- Sociétés de production : CineVox (en), Ellipse Programme et Nelvana[1]
- Nombre d'épisodes : 26 (1 saison)
- Durée : 26 minutes
- Dates de première diffusion :
  - France : 13 mai 1995

## Distribution

### Voix originales
- Janet-Laine Green : Xayide
- Christopher Bell : Bastien Balthazar Bux
- Dominic Zamprogna : Atreyu
- Lisa Yamanaka : The Childlike Empress (la petite impératrice) / Junior Rockchewer (Bébé Mâche-pierres)
- Richard Binsley : Barktroll (Buchtroll)
- Wayne Robson : Engywook
- James Rankin : Three Head (Trois-têtes)
- Benedict Campbell : Shadow Goblin (Sombre Goblin)
- Don Francks : Gmork
- Harvey Atkin : Mr Rockchewer (Mâche-pierres)
- Jayne Eastwood : Mrs Rockchewer (Mme Mâche-pierres)
- Chris Wiggins : M. Correander
- Neil Groan : Nimbly
- Marilyn Lightstone : Ygramul
- John McGrath : Blubb
- John Stocker : Gluckuk / Gluckuk's racing snail
- Colin Fox : Large Head
- Ellen Ray Hennessy : Southern Oracle
- Dan Hennessey : South Wind Giant
- Gary Krawford : Graograman
- Howard Jerome : Falkor the Luckdragon
- Len Carlson : Vermin
- Geoffrey Bowes : Barney Bux

### Voix françaises
- Maïk Darah : Xayide
- Donald Reignoux : Bastien
- Brigitte Lecordier : Atreyu / Bébé Mâche-pierres
- Patrick Préjean : Buchtroll
- Henri Labussière : Engywook
- Michel Vocoret : Trois-têtes / Sombre Goblin
- Christian Pelissier : G'Mork / Mâche-pierres
- Jacques Ebner : Lazare
- Marie Martine : Urgel
- Jacques Ciron : le Messager
- Mathieu Rivolier : le père d'Atreyu
- Patricia Legrand : La petite impératrice

 Source et légende : version française (VF) sur RS Doublage

## Épisodes
1. La Rivière de larmes (The Tears of Sadness)
2. Le Grand et le Petit (The Meek and the Mighty)
3. Le Bison pourpre (The Purple Buffalo)
4. L'Anniversaire de Morla (Morla's Wish)
5. Sauver Falkor (To Save Falkor)
6. La Cité fantôme (Spook City)
7. La Mine des souvenirs (Missing Memories)
8. Periline (Perilin)
9. La Ceinture d'invisibilité (The Belt of Invisibility)
10. La Mer de brouillard (The Sea of Mist)
11. Promesses (Promises)
12. Le Monstre des montagnes (Through the Misty Mountains)
13. Bonnes Actions (Good Deeds)
14. Un nouvel ami (A Friendship That Flames)
15. L'Exil de Buchtroll (Barktroll's Blame)
16. Les Pierres des émotions (The Three Feeling Stones)
17. De l'orage dans l'air (Thunder and Lightning)
18. Le Grand Amour de Buchtroll (After the Falls)
19. Les Fleurs du rêve (The Dreaming Fields)
20. L'Horloge Damarganth (End Of Time)
21. L'Œuf d'Engywook (The Searcher)
22. Le Souffle des ténèbres (The Everlasting Night)
23. Le cadeau idéal (The Perfect Gift)
24. Miroir, ô miroir (Mirror, Mirror)
25. Les Trolls désaccordés (The Atonal Trolls)
26. La Dernière Course (End of Time)

## Autour de la série
Le physique de Bastien est inspiré de Barret Oliver, interprète du personnage dans le premier film.